# Maria Helena da Cruz Coelho
Maria Helena da Cruz Coelho GOIH (Porto, 15 de maio de 1948) é uma historiadora medievalista portuguesa, Professora Catedrática da Faculdade de Letras da Universidade de Coimbra, diretora do Instituto de Paleografia e Diplomática da mesma Universidade.

## Biografia
Licenciada (1971) e doutora (1983) em História pela Universidade de Coimbra. Atualmente é académica correspondente da Academia das Ciências de Lisboa e da Real Academia de la Historia, académica de número da Academia Portuguesa da História, Presidente do Conselho Directivo da Sociedade Portuguesa de Estudos Medievais, desde 2003 e Directora da Revista Portuguesa de História..
A sua investigação, divulgada em mais de trezentas e cinquenta reuniões científicas no país e no estrangeiro, e em mais de duzentos artigos e obras, incide sobre as mais diversas temáticas do período medieval, com destaque para a história religiosa, institucional, económico-social, o mundo rural e o poder local, a paleografia e diplomática. Recebeu o Prémio Ciência da Fundação Calouste Gulbenkian, sete prémios da Academia Portuguesa da História e a medalha de mérito, Grau Ouro, da Câmara Municipal de Arouca, a 21 de abril de 1992.
Desde 2022, é sócia efetiva da Classe de Letras da Academia das Ciências de Lisboa (4.ª Secção - História).